# Xichú
Xichú è una città dello stato di Guanajuato, nel Messico centrale, capoluogo dell'omonima municipalità.
La municipalità conta 11.323 abitanti (2005) e copre un'area di 912,20 km².